# Pyramids Football Club
Il Pyramids Football Club, noto semplicemente come Pyramids e precedentemente conosciuto come Al Assiouty Sport, è una squadra di calcio egiziana di Nuovo Cairo. Fondata nel 2008, milita nella Prima Lega, livello di vertice del campionato egiziano di calcio.

## Storia
Il club fu fondato nel 2008 a Beni Suef. Nel 2014 ottenne per la prima volta la promozione nella Prima Lega, vincendo i play-off di seconda serie.
Nell'agosto del 2018 il presidente del Saudi Sports Authority Turki Al-Sheikh comprò il club e ne cambiò il nome da Al Assiouty Sport a Pyramids Football Club trasferendo il titolo a Nuovo Cairo; l'annuncio fu proclamato da Mahmoud Al Assiouty, presidente dell'Al Assiouty Sport, il 18 giugno, e l'affare fu portato a termine il 27 dello stesso mese.
Nella stagione d'esordio in massima serie ottenne il terzo posto, posizione confermata neic due anni successivi. Negli anni a venire ottenne sempre il secondo posto e nel 2019-2020 raggiunse, in ambito internazionale, la finale della Coppa della Confederazione CAF, persa contro i marocchini del RS Berkane.
Nel 2023-2024 vincendo la Coppa d'Egitto ha conquistato il primo trofeo della sua storia, seguito, nel 2024-2025 dalla CAF Champions League, battendo nella doppia finale i sudafricani del M. Sundowns.

## Palmarès

### Competizioni nazionali
- Coppa d'Egitto: 1

2023-2024
- Seconda Divisione: 2

2015-2016 (girone B), 2016-2017 (girone A)

#### Competizioni internazionali
- CAF Champions League: 1

2024-2025

### Altri piazzamenti
- Campionato egiziano:

Secondo posto: 2021-2022, 2022-2023, 2023-2024, 2024-2025
Terzo posto: 2018-2019, 2019-2020, 2020-2021
- Coppa d'Egitto:

Finalista: 2018-2019, 2021-2022, 2024-2025
Semifinalista: 2017-2018
- Supercoppa d'Egitto:

Finalista: 2022
- Coppa della Confederazione CAF:

Finalista: 2019-2020
Semifinalista: 2020-2021

## Organico

### Rosa 2020-2021
Aggiornata al 1º febbraio 2020.
| N. |                         | Ruolo | Calciatore          |
| -- | ----------------------- | ----- | ------------------- |
| 1  | Egitto (bandiera)       | P     | El Mahdy Soliman    |
| 2  | Egitto (bandiera)       | D     | Ahmed Ayman Mansour |
| 4  | Egitto (bandiera)       | D     | Omar Gaber          |
| 5  | Egitto (bandiera)       | D     | Ali Gabr            |
| 6  | Egitto (bandiera)       | C     | Mohamed Fathy       |
| 7  | Burkina Faso (bandiera) | A     | Eric Traoré         |
| 8  | Egitto (bandiera)       | A     | Islam Issa          |
| 9  | Ghana (bandiera)        | A     | John Antwi          |
| 10 | Egitto (bandiera)       | A     | Ibrahim Hassan      |
| 11 | Egitto (bandiera)       | D     | Tarek Taha          |
| 12 | Egitto (bandiera)       | C     | Ahmed Tawfik        |
| 13 | Egitto (bandiera)       | D     | Ragab Bakar         |
| 14 | Egitto (bandiera)       | C     | Nabil Emad          |
| 16 | Egitto (bandiera)       | P     | Ahmed El Shenawy    |
| 17 | Egitto (bandiera)       | A     | Mohamed Farouk      |

| N. |                           | Ruolo | Calciatore               |
| -- | ------------------------- | ----- | ------------------------ |
| 18 | Tunisia (bandiera)        | A     | Amor Layouni             |
| 19 | Egitto (bandiera)         | C     | Abdallah Said (capitano) |
| 20 | Egitto (bandiera)         | D     | Mohamed Atwa             |
| 21 | Egitto (bandiera)         | D     | Mohamed Hamdy            |
| 22 | Uganda (bandiera)         | A     | Lumala Abdu              |
| 24 | Costa d'Avorio (bandiera) | D     | Wilfried Kanon           |
| 25 | Egitto (bandiera)         | P     | Ahmed Daador             |
| 26 | Egitto (bandiera)         | A     | Mohamed El-Gabbas        |
| 27 | Egitto (bandiera)         | P     | Sherif Ekramy            |
| 28 | Egitto (bandiera)         | D     | Mahmoud Abdel Kader      |
| 29 | Egitto (bandiera)         | A     | Ibrahim Adel             |
| 30 | Egitto (bandiera)         | A     | Hossam Ghanem            |
|    | Egitto (bandiera)         | A     | Ramadan Sobhi            |
|    | Uruguay (bandiera)        | A     | Diego Rolán              |